# Haras de Varaville
Le haras de Varaville est un édifice situé sur le territoire de la commune de Varaville dans le département français du Calvados.

## Localisation
Le monument est situé dans le département français du Calvados, à Varaville, lieu-dit le Château.

## Histoire
Le haras est daté de 1966 et est l’œuvre de l'architecte Peter Harnden.
Il est bâti sur l'emplacement du château de Varaville.
L'édifice fait l'objet d'une inscription comme monument historique depuis le 27 mars 2012 : la maison du haras, le jardin et les allées d'accès sont cités.

## Architecture
L'édifice possède des similitudes avec les villas de Californie.
Il est entouré d'un jardin contemporain.